# Sainte-Anne-de-Sorel
Sainte-Anne-de-Sorel es un municipio de la provincia de Quebec en Canadá. Está ubicado en el municipio regional de condado de Pierre-De Saurel y a su vez, en la región de Montérégie-Est.

## Geografía
Sainte-Anne-de-Sorel se encuentra ubicada en las coordenadas 46°03′00″N 73°04′00″O / 46.05000, -73.06667. Según Statistics Canada, tiene una superficie total de 38,39 km² y es una de las 1134 localidades en las que está dividido administrativamente el territorio de la provincia de Quebec.

## Política
Hace parte de las circunscripciones electorales de Richelieu a nivel provincial y de Richelieu a nivel federal.

## Demografía
Según el censo de Canadá de 2011, había 2742 personas residiendo en este municipio con una densidad poblacional de 71,4 hab./km². Los datos del censo mostraron que de las 2745 personas censadas en 2006, en 2011 hubo una disminución poblacional de 3 habitantes (-0,1%). El número total de inmuebles particulares resultó de 1412 con una densidad de 36,78 inmuebles por km². El número total de viviendas particulares que se encontraban ocupadas por residentes habituales fue de 1182.